# 多治見橋

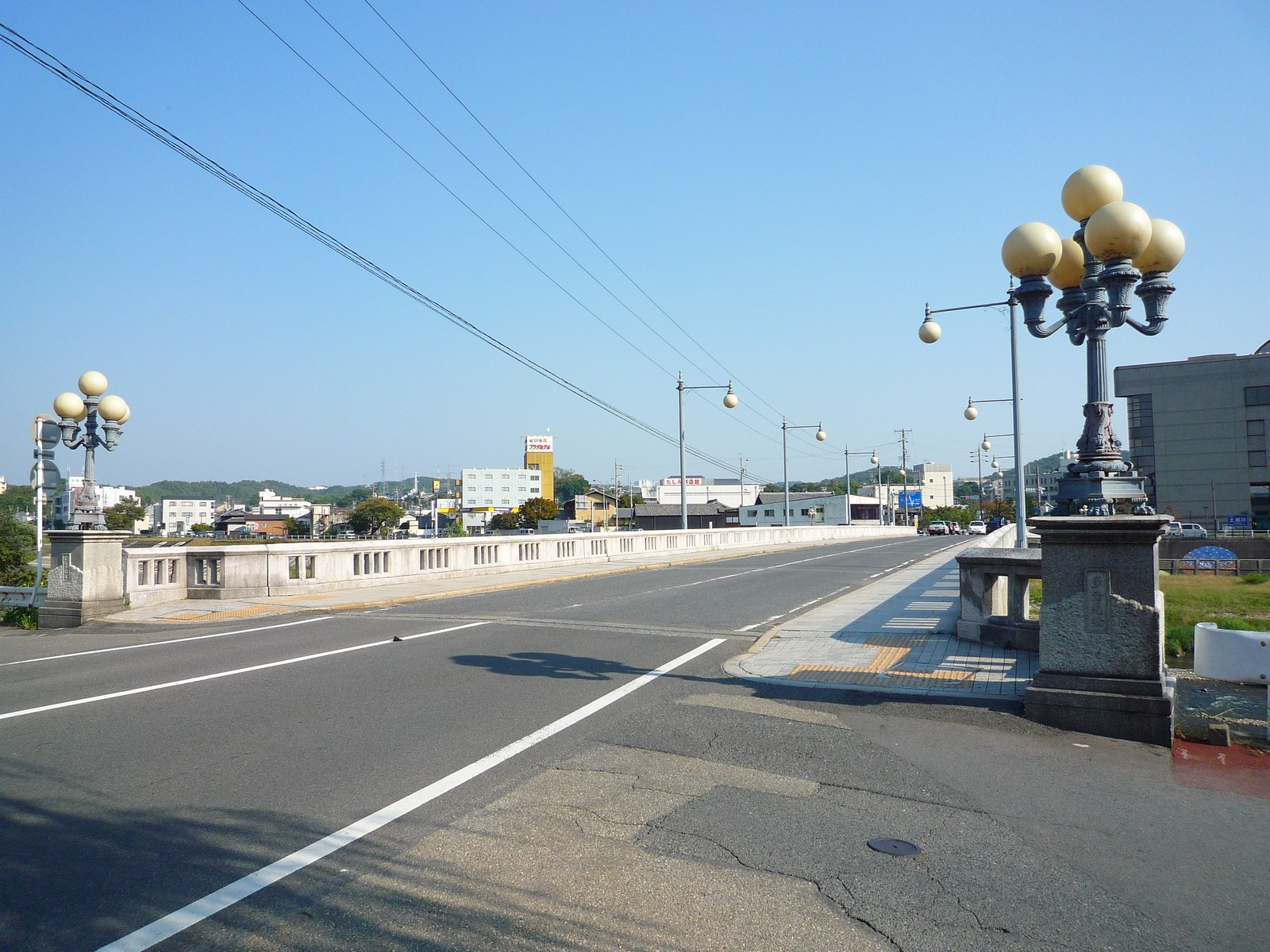
右岸より撮影

多治見橋（たじみばし）は、岐阜県多治見市の土岐川に架かる岐阜県道15号名古屋多治見線、岐阜県道421号武並土岐多治見線の橋。

## 概要
- 供用：1937年（昭和12年）5月11日
- 延長：115.5 m
- 幅員：11 m[1]

## 歴史
下街道のルートであり、明治の初めまでは冬季は土橋、夏季は渡し舟であった。1880年（明治13年）の明治天皇行幸に際し、官費により初めての板橋が架橋されるが翌年洪水により流出してしまう。資金を集め通行料で返済することとし、1882年（明治15年）に再建されるが1か月で再度流出してしまう。この様な経緯からしばらく再建されることなく過ぎたが、1886年（明治19年）に西浦円治が私財を投じ再建する。その後幾度かの補修が行われたものの流出することなく利用されていたが、傷みが激しくなったことから県費により架け替えられる。そして1937年（昭和12年）、コンクリート製の現多治見橋が完成する。国道19号、国道248号のルートとなり、自動車交通において重要な役割を果たし、その後国道19号、248号のバイパス完成により県道名古屋多治見線、武並土岐多治見線の橋となる。平成に入り、欄干や街灯の修景工事が行われた。
太平洋戦争末期の1945年（昭和20年）7月15日の多治見空襲では、周辺にいた人々が橋の下に避難している。橋は機銃掃射を受け、橋の上の表面のコンクリートが剥がれ落ちている。

### 年表
- 1880年（明治13年） - 官費により初めての板橋が架橋される（初代）。延長110メートル、幅員4メートル。
- 1881年（明治14年）9月 - 洪水により流出。
- 1882年（明治15年）8月30日 - 再建される（2代目）。
- 1882年（明治15年）10月1日 - 洪水により流出。
- 1886年（明治19年）3月25日 - 私費により再建（3代目）。延長144メートル、幅員4メートル。
- 1910年（明治43年）10月23日 - 県費により架け替え（4代目）。延長144メートル、幅員5.7メートル。
- 1937年（昭和12年）5月11日 - 鉄筋コンクリート製永久橋完成（5代目）。延長115.5メートル、幅員11メートル。

## 橋周辺
御幸町には、明治天皇行幸の際に行在所となった西浦円治の邸宅跡があり、西浦庭園として公開されている。
- 多治見市産業文化センター
- 多治見国長邸跡 - 岐阜県史跡。
- 西浦庭園 - 多治見市史跡。
- 多治見市役所
- 多治見市子ども情報センター - 多治見市図書館分館。
- 多治見ながせ商店街
- 本町オリベストリート
- たじみ創造館
- 多治見銀座商店街
- 多治見広小路商店街
- 西ヶ原遊郭跡

## 隣の橋
（上流） 神明橋（県道19号） - 土岐大橋（国道19号） - 土岐川橋 - 土合橋 - 虎渓大橋（国道19号） - 記念橋 - 多治見橋 - 昭和橋 - 陶都大橋（県道67号） - 国長橋（国道248号） （下流）